# Hospital Oftalmológico San Juan de Jerusalén
El Hospital Oftalmológico San Juan de Jerusalén es una fundación benéfica que opera un hospital oftalmológico en Jerusalén Este y gestiona varias clínicas y hospitales en la Franja de Gaza y en Cisjordania (Estado de Palestina). El grupo hospitalario es propiedad de la Venerable Orden de San Juan. 
El hospital central está basado en Jerusalén Este, y es el mayor proveedor de cuidados oftalmológicos en los territorios palestinos. Los pacientes reciben atención médica sin importar su credo, etnia, religión, o medios económicos. La sede actual del hospital fue inaugurada en 1960, y está en la calle Nashashibi del barrio de Sheij Jarrah, en Jerusalén Este.
El grupo hospitalario St. John of Jerusalem Eye Hospital Group (SJEHG) por sus siglas en inglés, es actualmente el único proveedor benéfico de cuidados oftalmológicos en Gaza, Cisjordania, y Jerusalén Este.

## Instalaciones

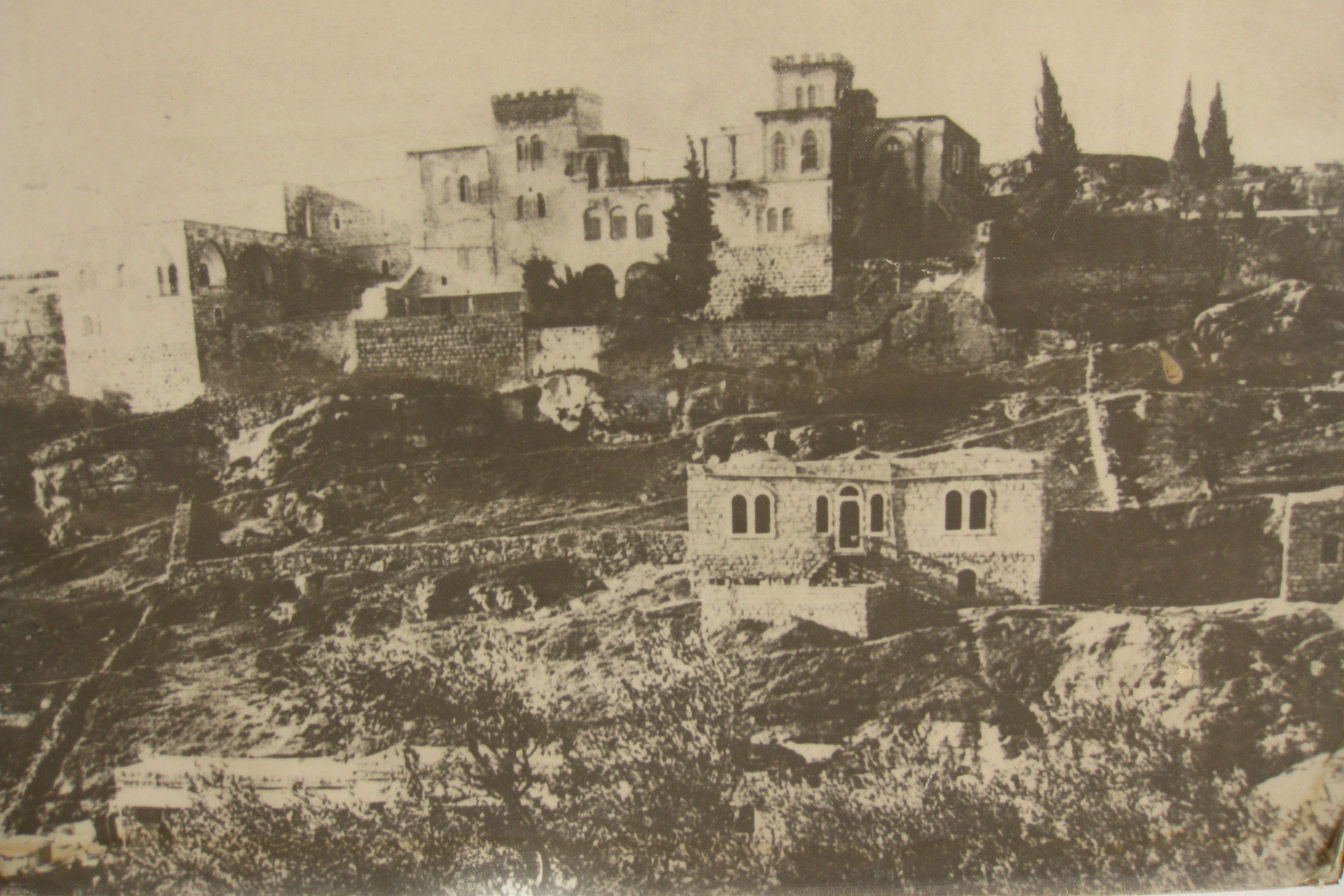
Vista de las dos torres del hospital, sobre 1890.

El hospital oftalmológico principal de Jerusalén Este, está totalmente equipado y acreditado (ISO) por una comisión internacional conjunta. Tiene una capacidad de 49 camas y es gestionado por un equipo especialistas, cirujanos, doctores, paramédicos, voluntarios venidos del extranjero y enfermeras. Hay un gran y moderno departamento para pacientes externos, y el centro ofrece servicios especializados en córnea, retina y pediatría. El hospital tiene una unidad de investigación.
El hospital tiene 2 quirófanos de operaciones, equipados con el equipo más moderno disponible, que ofrecen un servicio de emergencia las 24 horas, en estos quirófanos se realiza todo tipo de cirugía ocular. El tratamiento no siempre es fácil debido a las restricciones al empleo y al movimiento de las personas, tanto para el personal del centro como para los pacientes de la región. 

## Dificultad al acceso

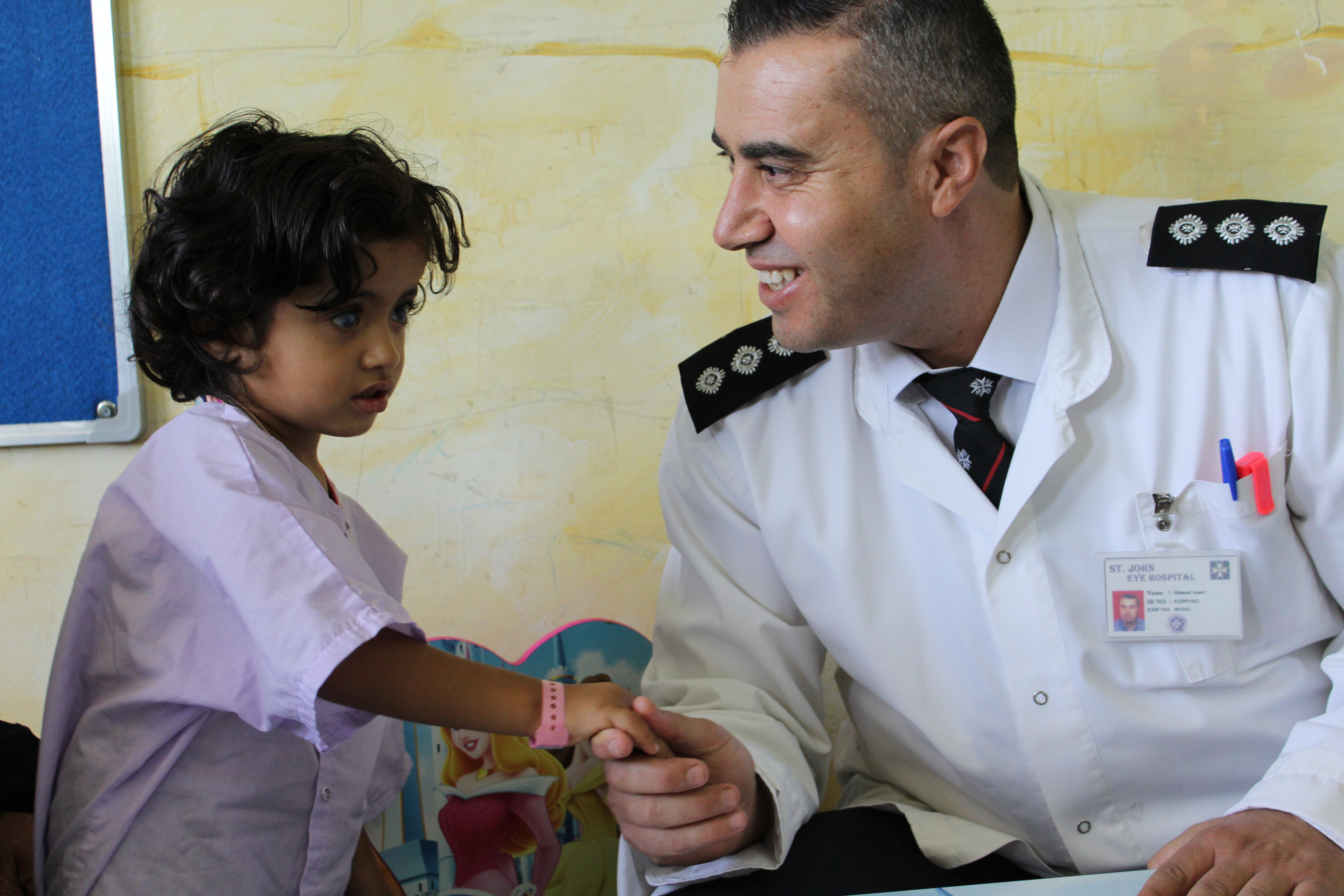
Un enfermero del hospital atiende a un paciente infantil de Gaza.

A pesar de las dificultades, el hospital ofreció tratamiento médico a más de 42.100 pacientes en Jerusalén Este en 2016, y realizó más de 3.800 operaciones quirúrgicas. El hospital atrae a un número importante de voluntarios y médicos venidos de todo el mundo, que no solo ayudan a tratar a los pacientes, sino que también enseñan y entrenan al personal médico local.